# Schönkirchen
Schönkirchen ist eine Gemeinde im Kreis Plön in Schleswig-Holstein.

## Geografie

### Geografische Lage
Das Gemeindegebiet von Schönkirchen erstreckt sich nordöstlich von Kiel am Flusslauf der Schwentine. Landschaftlich liegt es im nordwestlichen Teilgebiet des Naturraums Ostholsteinisches Hügel- und Seenland, einem Teilgebiet des Schleswig-Holsteinischen Hügellandes.

### Ortsteile
Die Gemeinde umfasst mehrere gewachsene Siedlungspunkte verschiedener Typen. Neben dem gemeindlichen eben so benannten Ortskern liegen die Ortsteile Flüggendorf, Landgraben, Oppendorf und Schönhorst, des Weiteren der Randort Nördl. Ortsgebiet, die Siedlungen Anschützsiedlung und Klosterkamp sowie mehrere Hof-/Höfesiedlungen (Weiler) (Feldweg, Flüggendorfer Straße, Hof Schönhorst und Lustbarg), sowie das Gut Oppendorf als auch das Wirtshaus Oppendorfer Mühle im Gemeindegebiet.

### Nachbargemeinden
Unmittelbar angrenzende Gemeindegebiete von Schönkirchen sind:
| Mönkeberg      | Heikendorf                                  | Probsteierhagen |
| Kiel           | Kompassrose, die auf Nachbargemeinden zeigt |                 |
| Schwentinental |                                             | Dobersdorf      |

## Geschichte
Zu Beginn des 13. Jahrhunderts erreichte die deutsche Kolonisierung nach dem Wendenkreuzzug den Raum des heutigen Schönkirchen; der Ort selbst wurde in einer Urkunde von 1294, dem Codex Cismariensis, erstmals erwähnt.
Der Landesherr Johann II. hatte das Patronat über Kirche und Dorf inne, musste jedoch das Dorf in der Teilungsurkunde vom 7. Februar 1316 an seinen Großneffen Johann III. abtreten. Schönkirchen war danach unmittelbarer Besitz des Landesherrn und zur Kieler Burg dienstpflichtig. Später wurde es Lehnsgut und stand damit im Besitz verschiedener adliger Herren. Im Jahr 1356 wurde Schönkirchen an das Heiligengeistkloster zu Kiel verkauft, in dessen Besitz es für die nächsten etwa 200 Jahre blieb.
Wie die zum Gut Kronshagen gehörigen Dörfer des Klosters lag die Verwaltung beim Kieler Rat, der verpflichtet war, die Gerichtsbarkeit auszuüben und die Einkünfte zum Nutzen der mit dem Kloster verbundenen Armen- und Krankenhäuser sowie zu sonstigen frommen Zwecken zu verwenden. Diese Verpflichtung kam der Kieler Rat in der Folge allerdings nur unvollkommen nach, so dass sich die Beschwerden häuften.
Nach der schleswig-holsteinischen Landesteilung vom 9. August 1544 kamen Kiel und die umliegenden Dörfer zum Landesteil Schleswig-Holstein-Gottorf. Herzog Adolf regelte die Einhaltung der festgelegten Einkünfteverteilung aus dem Dorf Schönkirchen, konnte sich gegenüber dem Kieler Rat erst nach Intervention des Kaisers Maximilian II. durchsetzen. Schönkirchen blieb danach bis zum 18. Jahrhundert an die Stadt Kiel zahlungspflichtig, zuletzt mit einer jährlichen Zahlung von 10 Reichstalern und 45 Schillingen an die Kieler Nikolaikirche und Holzfuhren für die Stiftungen, Schulen und Organisten in Kiel.
Schönkirchen war ein armes Dorf mit schlechten Bodenverhältnissen, so dass sich Handwerker nur schlecht ernähren konnten. Als eine der ersten Selbsthilfeorganisationen wurde die Brand- und Kirchengilde von 1560 gegründet, die im Brandfalle Unterstützung leisten sollte.
Mitte des 19. Jahrhunderts warfen die großen Ereignisse der Weltgeschichte ihre Schatten bis nach Schönkirchen. War Schleswig-Holstein-Gottorf durch den Vertrag von Zarskoje Selo im Tauschwege in den dänischen Gesamtstaat eingegliedert worden, stand Holstein nach dem Deutsch-Dänischen Krieg 1864 zunächst unter gemeinsamer Verwaltung durch Österreich und Preußen, wurde durch den Vertrag von Gastein österreichischer Verwaltung unterstellt, bis Österreich im Deutschen Krieg von 1866 Preußen unterlag. Aus den Herzogtümern Schleswig und Holstein wurde 1867 die preußische Provinz Schleswig-Holstein gebildet.
Das benachbarte Kiel wurde 1867 zum Kriegshafen des Norddeutschen Bundes und 1871 zum Reichskriegshafen. Dies zog die Ansiedlung der Kaiserlichen Werft Kiel und von Industriebetrieben wie Eisengießereien, Werften und anderen Rüstungsbetrieben nach sich bzw. führte zur Änderung der Produktion bereits bestehender Betriebe wie der Maschinenbauanstalt und Eisengießerei Schweffel & Howaldt. Der hohe Bedarf an Arbeitskräften führte einerseits zu einem rasanten Anstieg der Bevölkerungszahlen in Kiel selbst, aber auch zu einem verstärkten Zuzug in die Kieler Randgemeinden.
Im Ersten Weltkrieg waren auf den Werften Sonderschichten zu arbeiten, ohne dass dafür Sonderrationen an Lebensmitteln gewährt wurden. Die auf den Bauernstellen verbliebenen Frauen, Kinder und Altenteiler schafften nur mühsam die Bestellung der Felder und die Einbringung der Ernten. 64 Männer aus Schönkirchen fielen in den Kampfhandlungen.
Die Jahre der Weimarer Republik waren geprägt von Hyperinflation und Weltwirtschaftskrise. Wie im übrigen Schleswig-Holstein konnte die NSDAP bereits frühzeitig Wähler an sich binden. Nach der Machtergreifung 1933 wurden die Rüstungsanstrengungen auch in den Kieler Betrieben wieder intensiviert. Für ihre Belegschaften errichteten die Rüstungsbetriebe Werkssiedlungen, so z. B. die Anschützwerke (Anschützsiedlung) und die Deutschen Werke (Kalkstein, Kemmecken).
Im Zweiten Weltkrieg wurden in Schönkirchen verschiedene Arbeiterlager eingerichtet, in denen die Dienstverpflichteten für die Kriegsmarinewerft Kiel, die Feinmechanischen Werke und anderer Rüstungsbetriebe untergebracht waren. In späteren Jahren wurden die Lager zudem verstärkt mit Fremdarbeitern belegt. Auf dem Gebiet der Gemeinde wurden zudem mehrere Batterien der Flugabwehr zum Schutze Kiels untergebracht.
Nach dem Krieg waren sehr viele Flüchtlinge, Vertriebene und Bombengeschädigte unterzubringen. Dies geschah zunächst in den Barackenlagern, bis Wohnungsbaustandorte im gesamten Gemeindegebiet ausgewiesen werden konnten (Brammerkamp, Augustental/Schönberger Landstraße, Haferberg usw.). Um jedoch nicht zu einer bloßen Schlafsiedlung zu werden – 1951 waren 70 % der arbeitenden Bevölkerung bei den Howaldtswerken beschäftigt – wurde 1967 mit der Erschließung des Gewerbegebietes Söhren begonnen.
Zum 1. April 1970 ließ sich die bis dahin selbständige Gemeinde Oppendorf nach Schönkirchen eingemeinden.
Bis zum 1. Januar 2007 war Schönkirchen amtsfreie Gemeinde. Seitdem bildet die Gemeinde mit den Nachbargemeinden Heikendorf und Mönkeberg das Amt Schrevenborn.

## Politik

### Gemeindevertretung
- CDU: 9
- Grüne: 6
- SPD: 5
- FDP: 2

Die Gemeindevertretung ist die kommunale Volksvertretung der Gemeinde Schönkirchen. Über die Zusammensetzung entscheiden die Bürger alle fünf Jahre. Die letzte Kommunalwahl fand am 14. Mai 2023 statt. Diese führte bei einer Wahlbeteiligung von 49,8 % zu nebenstehender Zusammensetzung der Gemeindevertretung.

### Bürgermeister
Am 6. November 2016 wurde in Schönkirchen wieder ein hauptamtlicher Bürgermeister gewählt, der am 2. Januar 2017 sein Amt angetreten hat. Zur Wahl stand nur der von allen Parteien unterstützte Kandidat Gerd F. Radisch. Bei einer Wahlbeteiligung von nur 19,9 % stimmten 65,2 % für den Kandidaten, 34, 8 % entschieden sich gegen ihn.

### Wappen
Blasonierung: „Auf rotem Schildfuß, darin ein von zwei goldenen Ähren begleitetes silbernes (holsteinisches) Nesselblatt, in Gold der neugotische, mit einem Satteldach abschließende rote Turm der Schönkirchener Marienkirche, in den Oberecken begleitet von zwei roten heraldischen Rosen.“

### Partnerschaften
Seit 1990 besteht eine Partnerschaft zur Stadt Brüel in Mecklenburg-Vorpommern und seit 1999 zur Marktgemeinde Schönkirchen-Reyersdorf in Niederösterreich. Außerdem besteht eine Partnerschaft zwischen der örtlichen Kirchengemeinde und einer in Tansania in Afrika. Die Schönkirchener Kirchengemeinde unterstützt die dort ansässige Gemeinde seit 2006 mit Spenden.

## Sehenswürdigkeiten

### Marienkirche

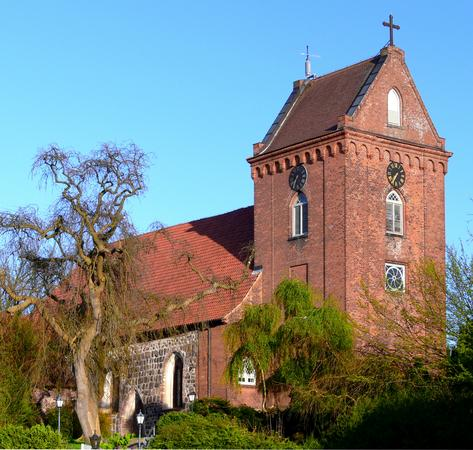
Marienkirche zu Schönkirchen

Die namensgebende Marienkirche ist eine Feldsteinkirche aus dem 13. Jahrhundert.
In ihr befindet sich ein von Hans Gudewerth d. J. im Jahre 1653 entworfener deckenhoher Schnitzaltar.
Sie beinhaltet ebenfalls eine 1968 von Detlef Kleuker/Brackwede erbaute Orgel und ein 1990 von Eckehart Merzdorf (nach Andreas Ruckers 1638) erbautes Cembalo.

### Skulpturenweg
Um ein Forum für die Gegenwartskunst im ländlichen Raum zu bieten und somit Kunst und Natur zusammenzubringen, übernahmen Rosita Sengpiehl und Wolf Zepfel von der Kieler a.r.s.+gallery die künstlerische Leitung des Skulpturenwegs.
Der Weg wurde im Mai 2012 eröffnet und als „wachsendes Projekt“ bezeichnet; er wurde jedoch nicht vollendet.
Die Kunstwerke wurden öffentlich in einem für alle Bürger frei zugänglichen Park nahe der Marienkirche präsentiert. Damit sollten auch solche, die vorher kaum mit Kunst in Berührung gekommen sind, begeistert werden.
Die Gemeinde Schönkirchen sollte damit als neuer Ort der Kunst in Schleswig-Holstein etabliert werden, insbesondere wurde dabei auch eine Ansehenssteigerung im lokalen Tourismus erhofft.
Die doch sehr verschiedenen Kunstwerke standen unmittelbar in der Natur und waren in diese eingegliedert. Die Künstler kamen zu großen Teilen aus der Region; einige auch von außerhalb.
Der Skulpturenweg ist mittlerweile bis auf wenige Relikte nicht mehr existent.

### Schmidt-Haus
Das Schmidt-Haus ist ein 1838 erbautes Niederdeutsches Hallenhaus, das heute unter Denkmalschutz steht.
Bewohnt war es bis 1984, heute befindet es sich im Besitz des Kultur- und Landschaftspflegevereins Schönkirchen. Am 25. August 1995 brannte das Schmidt-Haus bis auf die Grundmauern nieder, danach wurde es wiederaufgebaut. Die Wiedereröffnung fand am 7. Mai 1997

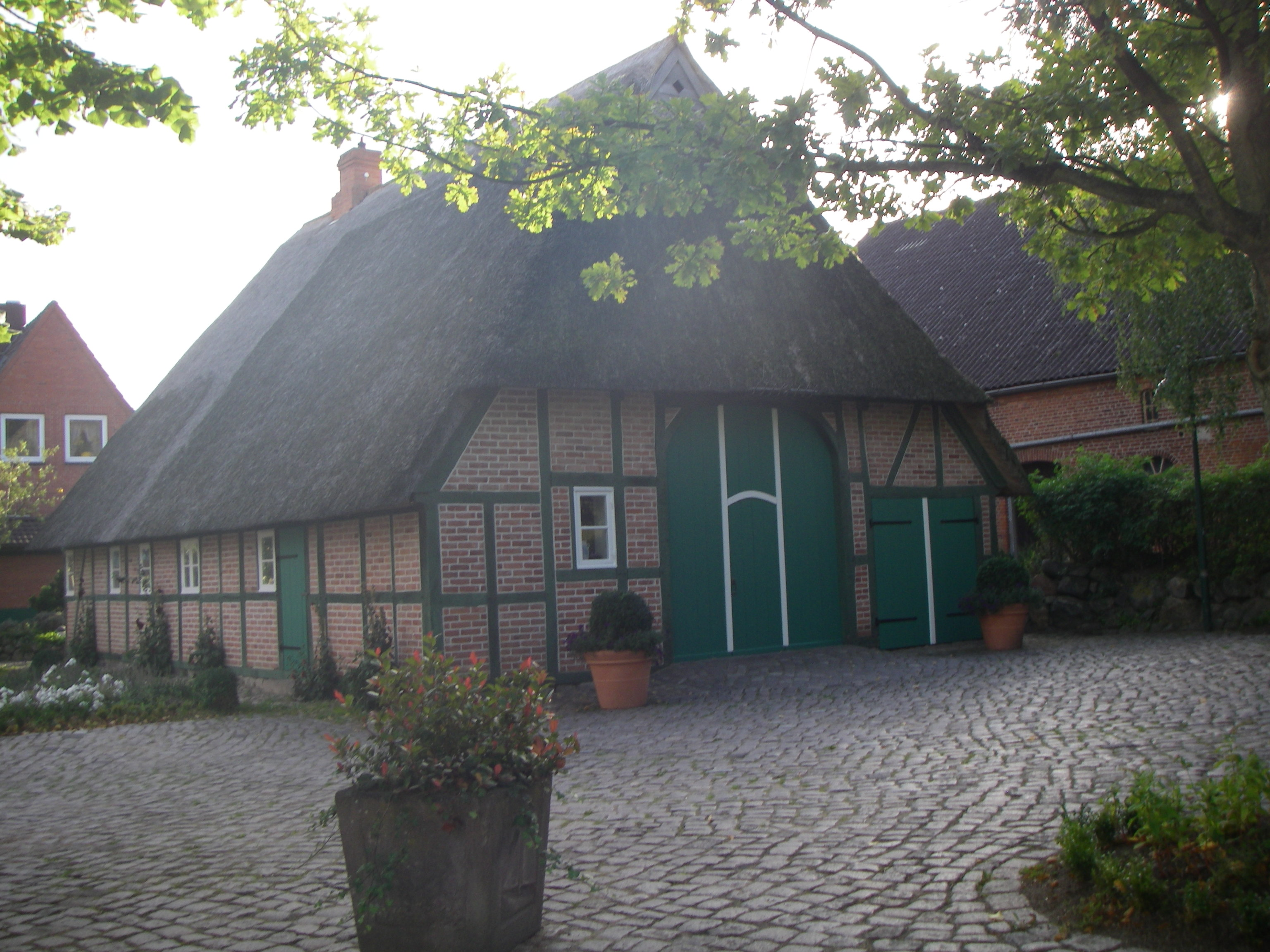
Hörn-Huus

statt.

### Hörn Huus
Die reetgedeckte Fachwerkkate Hörn Huus wurde circa Ende des 15., Anfang des 16. Jahrhunderts gebaut.
1986 kaufte die Gemeinde Schönkirchen das verfallene Haus und ließ es restaurieren. Heute wird die Kate für Veranstaltungen der Volkshochschule Schönkirchen benutzt. Außerdem besteht die Möglichkeit der Trauung.

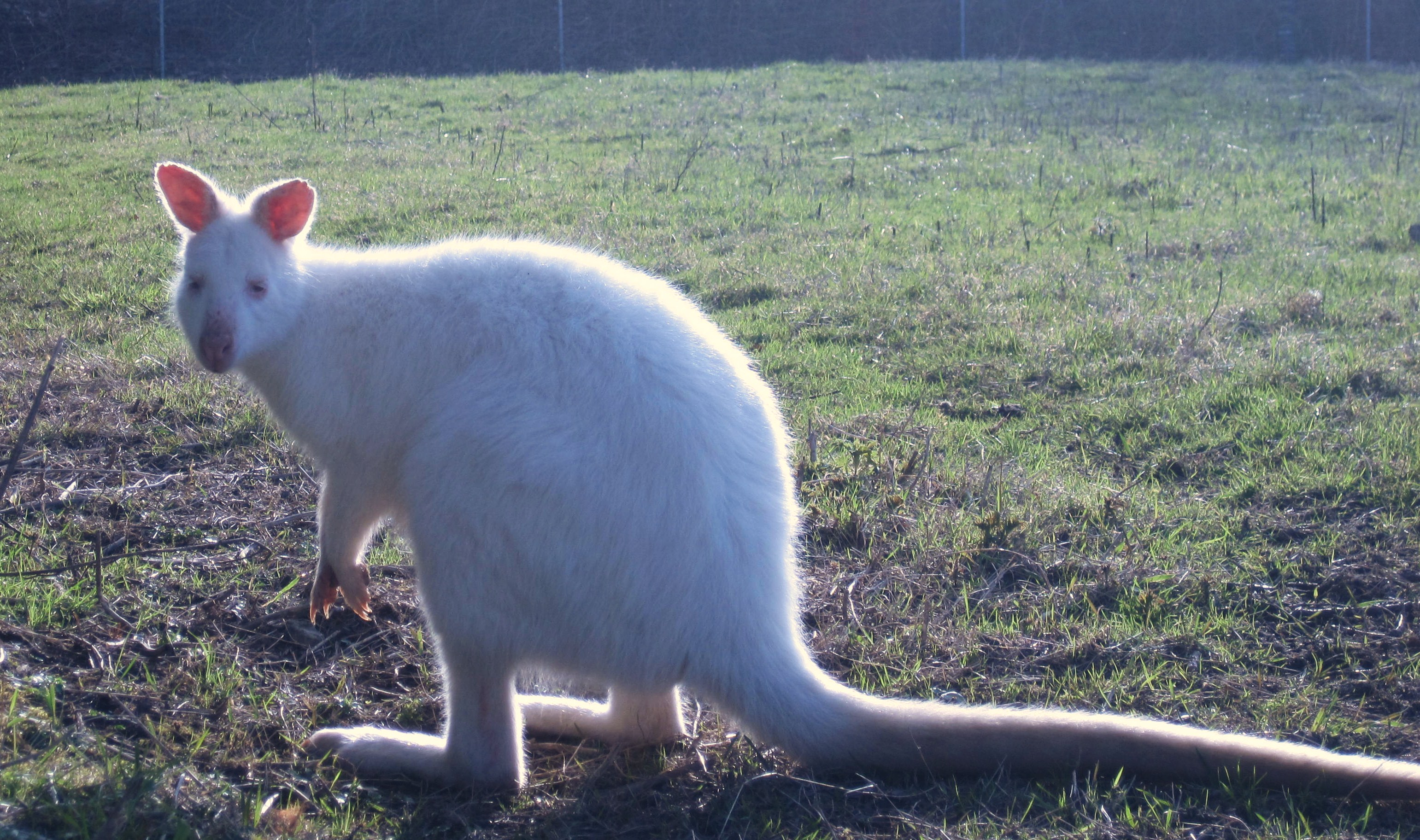
Weißes Känguru im Tierpark Schönkirchen

### Nutztierarche Heikendorfer Weg
Im Heikendorfer Weg befindet sich ein Tiergehege, in dem verschiedene Tierarten, zum Beispiel: Kängurus, Emus, Schafe und Strauße gehalten werden. Das weitläufige Gelände ist öffentlich zugänglich und kostenfrei.

## Wirtschaft und Infrastruktur

### Wirtschaft
Ende der 1960er Jahre wurde das Gewerbegebiet Söhren angelegt und 1973 und 1989 erweitert. Im Gewerbegebiet haben u. a. die Probsteier Wurstfabrik Pfeifer sowie die Firmen Wöhlk und Stryker Produktionsstandorte.

### Verkehr
Am südlichen Ortsrand verläuft die Bahnstrecke Kiel Süd–Schönberger Strand mit dem Bahnhof Schönkirchen, dessen Reaktivierung im regelmäßigen Personennahverkehr geplant ist. Ein im Dezember 2024 vorgestellter Drei-Stufen-Plan zur schrittweisen Realisierung der Bahnstrecke sieht bis Ende 2025 als ersten Ausbauabschnitt die Teilstrecke bis Schönkirchen, nachfolgend bis Ende 2026 die Weiterführung bis Probsteierhagen und schließlich bis Ende 2027 bis zum Schönberger Strand vor.
Westlich von Schönkirchen liegt die Bundesstraße 502, die entlang der Küste nördlich von Kiel nach Schönberg (Holstein) verläuft.

### Schulen
Schönkirchen besitzt eine Grundschule, eine Gemeinschaftsschule und eine Förderschule. Es bestehen Angebote für Kinderbetreuung am Nachmittag.
Die 1949 gegründete Volkshochschule bietet ein breites Angebot an Kursen in verschiedenen Bereichen an (Kultur und Gestalten, Gesundheit, Bewegung, Ernährung, Sprachen, Arbeit und Beruf, EDV, Seniorenbildung, Kurse für Kinder, sowie Vorträge und Einzelveranstaltungen).

### Gemeindebücherei
Die im Februar 2010 wiedereröffnete, modernisierte Gemeindebücherei verfügt derzeit einen Bestand von ca. 10.000 Leihmedien und bietet für junge und ältere Menschen, aber insbesondere für Schüler, einen angenehmen Ort zum Lesen und Lernen.

## Vereine
- TSG Concordia Schönkirchen, Sportverein
- Tennisclub Schönkirchen e. V.
- Tanzsportclub Rot-Gold Schönkirchen e. V.
- Alte Gilde Schönkirchen von 1560, Traditionsverein mit angeschlossener Sportschützengemeinschaft
- Arbeiterwohlfahrt Ortsverein Schönkirchen e. V.
- Kleingärtnerverein Schönkirchen
- Kultur- und Landschaftspflegeverein Schönkirchen

## Persönlichkeiten

### Söhne und Töchter der Gemeinde
- Ernst zu Rantzau (1802–1862), deutscher Verwaltungsjurist in dänischen Diensten
- Daniel zu Rantzau (1875–1936), Verwaltungsbeamter
- Wilhelm Sievers (* 1931), Bischof der Evangelisch-Lutherischen Kirche in Oldenburg

### Mit der Gemeinde verbunden
- Eckart Ehlers (* 1939), evangelisch-lutherischer Pastor und niederdeutscher Autor
- Udo Bielenberg (* 1938), Bauingenieur und niederdeutscher Autor
- Hermann Levsen (1945–2016), Bauingenieur und niederdeutscher Autor
- Marisa Hart (* 1986), Spiegel-Bestseller-Autorin und Bloggerin